# Casey Schmidt
Casey William Schmidt (Chicago, 30 settembre 1970) è un ex cestista statunitense con cittadinanza tedesca.

## Carriera
Terminata l'università tra Arizona e Valparaiso, Schmidt vola in Europa approdando nel campionato svizzero, salvo poi passare ai tedeschi del Gießen nel febbraio del 1996.
Dopo un'esperienza in Francia con i colori dello Chalon, viene ingaggiato dalla Benetton Treviso con cui arriva fino alle finali scudetto e con cui conquista la Coppa Saporta in campo europeo. Inizia la stagione successiva a Napoli, ma nel dicembre 1999 lascia il club per passare a Verona, dove viene confermato per un'ulteriore annata.
La stagione 2001-02 si suddivide tra la parentesi in Grecia, al Dafni, e quella in Spagna, al Valencia: con gli iberici sfiora il suo personale bis di vittorie in Coppa Saporta, perdendo la finale contro Siena. Un anno più tardi resta sul suolo ispanico per vestire la maglia del Manresa. Nel 2003-04 lo vede nuovamente in campo nella Serie A italiana, con il ritorno a Napoli. Effettua un altro ritorno anche nel dicembre 2004, questa volta al Manresa, squadra in cui chiude la propria carriera dopo un paio di partite.

## Palmarès
- Coppa Saporta: 1

Pall. Treviso: 1998-99